# Tiro ai Giochi della XVII Olimpiade - Carabina 300 metri tre posizioni
La competizione della carabina 300 m tre posizioni di tiro a segno ai Giochi della XVII Olimpiade si è svolta i giorni 3 e 5 settembre 1960 al poligono di Cesano a Roma.

## Risultati

### Qualificazioni
Due gruppi di qualificazioni. 20 colpi a terra, 20 in ginocchio, 20 in piedi. I migliori 19 di ogni gruppo accedevano alla finale

#### 1º Gruppo
| Pos. | Atleta                | Nazione          | Riprese | Riprese | Riprese | Totale |
| Pos. | Atleta                | Nazione          | T.      | G.      | P.      | Totale |
| ---- | --------------------- | ---------------- | ------- | ------- | ------- | ------ |
| 1    | Hans Rudolf Spillmann | Svizzera         | 197     | 191     | 182     | 570    |
| 2    | Hubert Hammerer       | Austria          | 196     | 184     | 187     | 567    |
| 3    | Daniel Puckel         | Stati Uniti      | 197     | 195     | 174     | 566    |
| 4    | Vasilij Borisov       | Unione Sovietica | 192     | 188     | 179     | 559    |
| 5    | Esa Kervinen          | Finlandia        | 197     | 191     | 169     | 557    |
| 6    | Adolfo Feliciano      | Filippine        | 193     | 179     | 183     | 555    |
| 7    | Stefan Masztak        | Polonia          | 193     | 186     | 171     | 550    |
| 8    | Miklós Szabó          | Ungheria         | 193     | 183     | 174     | 550    |
| 9    | Anders Kvissberg      | Svezia           | 189     | 185     | 175     | 549    |
| 10   | Jorge di Giandoménico | Argentina        | 192     | 184     | 172     | 548    |
| 11   | Constantin Antonescu  | Romania          | 187     | 181     | 176     | 544    |
| 12   | František Prokop      | Cecoslovacchia   | 192     | 179     | 172     | 543    |
| 13   | Vladimir Grozdanović  | Jugoslavia       | 191     | 180     | 167     | 538    |
| 14   | Don Tolhurst          | Australia        | 162     | 182     | 189     | 533    |
| 15   | Wu Tao-Yan            | Taiwan           | 190     | 172     | 165     | 527    |
| 16   | Egon Stephansen       | Danimarca        | 190     | 178     | 155     | 523    |
| 17   | Evald Gering          | Canada           | 191     | 175     | 152     | 518    |
| 18   | Rubén Váldez          | Perù             | 185     | 170     | 150     | 505    |
| 19   | Abdul Aziz Wains      | Pakistan         | 153     | 180     | 154     | 487    |
| 20   | Basha Bakri           | Sudan            | 162     | 133     | 126     | 421    |

#### 2º Gruppo
| Pos. | Atleta               | Nazione          | Riprese | Riprese | Riprese | Totale |
| Pos. | Atleta               | Nazione          | T.      | G.      | P.      | Totale |
| ---- | -------------------- | ---------------- | ------- | ------- | ------- | ------ |
| 1    | Vilho Ylönen         | Finlandia        | 195     | 192     | 179     | 566    |
| 2    | Vladimír Stibořík    | Cecoslovacchia   | 193     | 192     | 179     | 564    |
| 3    | Moisei Itkis         | Unione Sovietica | 190     | 193     | 180     | 563    |
| 4    | John Robert Foster   | Stati Uniti      | 194     | 191     | 177     | 562    |
| 5    | August Hollenstein   | Svizzera         | 193     | 190     | 179     | 562    |
| 6    | Wilhelm Sachsenmaier | Austria          | 195     | 187     | 179     | 561    |
| 7    | Sándor Krebs         | Ungheria         | 194     | 190     | 177     | 561    |
| 8    | Kurt Johansson       | Svezia           | 197     | 190     | 172     | 559    |
| 9    | Hans-Joachim Mars    | Germania         | 189     | 179     | 185     | 553    |
| 10   | Pedro Armella        | Argentina        | 191     | 187     | 170     | 548    |
| 11   | Uffe Schultz Larsen  | Danimarca        | 193     | 185     | 169     | 547    |
| 12   | Edson Warner         | Canada           | 196     | 183     | 165     | 544    |
| 13   | Marin Ferecatu       | Romania          | 194     | 187     | 163     | 544    |
| 14   | Henryk Górski        | Polonia          | 192     | 185     | 166     | 543    |
| 15   | Josip Ćuk            | Jugoslavia       | 191     | 175     | 169     | 535    |
| 16   | Luis Albornoz        | Perù             | 187     | 168     | 158     | 513    |
| 17   | John Holt            | Australia        | 180     | 176     | 149     | 505    |
| 18   | Michiel Victor       | Sudafrica        | 193     | 176     | 131     | 500    |
| 19   | Omar Anas            | Sudan            | 155     | 147     | 92      | 394    |

### Finale
40 colpi a terra, 40 in ginocchio, 40 in piedi. 
| Pos.    | Atleta                | Nazione          | Riprese       | Riprese       | Riprese       | Totale        |
| Pos.    | Atleta                | Nazione          | T.            | G.            | P.            | Totale        |
| ------- | --------------------- | ---------------- | ------------- | ------------- | ------------- | ------------- |
| Oro     | Hubert Hammerer       | Austria          | 390           | 379           | 360           | 1129          |
| Argento | Hans Rudolf Spillmann | Svizzera         | 397           | 377           | 353           | 1127          |
| Bronzo  | Vasilij Borisov       | Unione Sovietica | 383           | 381           | 363           | 1127          |
| 4       | Vilho Ylönen          | Finlandia        | 389           | 381           | 356           | 1126          |
| 5       | Moisei Itkis          | Unione Sovietica | 380           | 379           | 365           | 1124          |
| 6       | Vladimír Stibořík     | Cecoslovacchia   | 383           | 380           | 360           | 1123          |
| 7       | John Robert Foster    | Stati Uniti      | 380           | 384           | 357           | 1121          |
| 8       | Sándor Krebs          | Ungheria         | 386           | 373           | 359           | 1118          |
| 9       | Esa Kervinen          | Finlandia        | 380           | 376           | 361           | 1117          |
| 10      | Daniel Puckel         | Stati Uniti      | 380           | 381           | 353           | 1114          |
| 11      | August Hollenstein    | Svizzera         | 385           | 373           | 354           | 1112          |
| 12      | Hans-Joachim Mars     | Germania         | 384           | 377           | 344           | 1105          |
| 13      | Stefan Masztak        | Polonia          | 377           | 370           | 358           | 1105          |
| 14      | Anders Kvissberg      | Svezia           | 378           | 372           | 354           | 1104          |
| 15      | František Prokop      | Cecoslovacchia   | 384           | 372           | 345           | 1101          |
| 16      | Wilhelm Sachsenmaier  | Austria          | 388           | 363           | 347           | 1098          |
| 17      | Henryk Górski         | Polonia          | 382           | 378           | 338           | 1098          |
| 18      | Miklós Szabó          | Ungheria         | 382           | 366           | 348           | 1096          |
| 19      | Kurt Johansson        | Svezia           | 387           | 368           | 340           | 1095          |
| 20      | Constantin Antonescu  | Romania          | 379           | 362           | 351           | 1092          |
| 21      | Uffe Schultz Larsen   | Danimarca        | 383           | 363           | 342           | 1088          |
| 22      | Jorge di Giandoménico | Argentina        | 375           | 358           | 355           | 1088          |
| 23      | Josip Ćuk             | Jugoslavia       | 379           | 366           | 340           | 1085          |
| 24      | Edson Warner          | Canada           | 391           | 367           | 320           | 1078          |
| 25      | Pedro Armella         | Argentina        | 376           | 357           | 345           | 1078          |
| 26      | Wu Tao-Yan            | Taiwan           | 374           | 367           | 333           | 1074          |
| 27      | Vladimir Grozdanović  | Jugoslavia       | 370           | 364           | 339           | 1073          |
| 28      | Adolfo Feliciano      | Filippine        | 380           | 356           | 336           | 1072          |
| 29      | Egon Stephansen       | Danimarca        | 379           | 352           | 340           | 1071          |
| 30      | Marin Ferecatu        | Romania          | 367           | 364           | 319           | 1050          |
| 31      | Don Tolhurst          | Australia        | 380           | 353           | 316           | 1049          |
| 32      | Evald Gering          | Canada           | 377           | 347           | 313           | 1037          |
| 33      | Luis Albornoz         | Perù             | 360           | 350           | 327           | 1037          |
| 34      | John Holt             | Australia        | 372           | 347           | 311           | 1030          |
| 35      | Rubén Váldez          | Perù             | 372           | 344           | 312           | 1028          |
| 36      | Michiel Victor        | Sudafrica        | 373           | 347           | 292           | 1012          |
| 37      | Omar Anas             | Sudan            | 331           | 275           | 206           | 812           |
| -       | Abdul Aziz Wains      | Pakistan         | Non partecipa | Non partecipa | Non partecipa | Non partecipa |